# (5578) Takakura
(5578) Takakura es un asteroide perteneciente al cinturón de asteroides descubierto el 28 de enero de 1987 por Tsuneo Niijima y el astrónomo Takeshi Urata desde el Ojima Observatory, Ojima, Japón.

## Designación y nombre
Designado provisionalmente como 1987 BC. Fue nombrado Takakura en homenaje a Takakura, el 80.º emperador de Japón, subió al trono en 1168. Era el séptimo hijo del emperador Go-Shirakawa y un experto en tocar la flauta japonesa.

## Características orbitales
Takakura está situado a una distancia media del Sol de 2,916 ua, pudiendo alejarse hasta 3,136 ua y acercarse hasta 2,695 ua. Su excentricidad es 0,075 y la inclinación orbital 1,984 grados. Emplea 1819,16 días en completar una órbita alrededor del Sol.

## Características físicas
La magnitud absoluta de Takakura es 12,7. Tiene 8,138 km de diámetro y su albedo se estima en 0,267. 